# Clarksville, New Hampshire
Clarksville är en kommun (town) i Coos County i delstaten New Hampshire, USA med cirka 294 invånare (2000).